# 天威保變
保定天威保變電氣股份有限公司（简称保变电气，上交所：600550），中國兵器裝備集團旗下天威集團附屬公司，总部位于中国河北省保定市，是在2001年由天威集團分拆成立。在上海證券交易所上市。
其現時主要業務发展变压器、太阳能光伏发电、风力发电设备以及其他输变电产业等。現任董事长丁強，總經理利玉海。